# Ruth Zavaleta

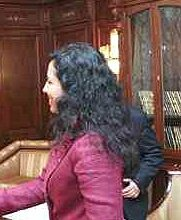
2008

Ruth Zavaleta Salgado (Tepecoacuilco, 27 augustus 1966) is een Mexicaans politica.
Zavaleta is afkomstig uit de deelstaat Guerrero en studeerde sociologie aan de Nationale Autonome Universiteit van Mexico (UNAM). In 1989 was zij een van de oprichtende leden van de Partij van de Democratische Revolutie (PRD). Van 1997 tot 1998 was zij wethouder van sociale ontwikkeling van Mexico-Stad en vervolgens twee jaar van financiën. Van 2000 tot 2003 had zij zitting in de Wetgevende Assemblee van het Federaal District en de daaropvolgende drie jaar was zij voorzitter van het toenmalige district Venustiano Carranza in Mexico-Stad.
Zavaleta werd in 2006 in de Kamer van Afgevaardigden gekozen, en is kamervoorzitter voor het zittingsjaar 2007-2008. Bij de eerste zitting, waarbij de president van Mexico elk jaar het Congres toespreekt, weigerde Zavaleta de Kamer van Afgevaardigden voor te zitten en verliet zij samen met de rest van de PRD, die president Felipe Calderón van verkiezingsfraude beschuldigt, de congresbanken.
Op 18 september 2007 deed het Revolutionair Volksleger (EPR), een extreemlinkse gewapende organisatie uit haar geboortestaat Guerrero, een communiqué uitvaardigen waarin de organisatie Zavaleta verweet 'de wortels van links in Mexico' te zijn vergeten. Dit was een reactie op een eerdere uitspraak van Zavelta, waarin zij had verklaard dat radicale gewapende groepen geen oplossing bieden voor Mexico's problemen.
Op 25 november 2009 zegde Zavaleta haar partijlidmaatschap op. Zij gaf als redenen het ondemocratische karakter en het tegengaan van discussie binnen de partij op.